# Hymn Bretanii
Bro Gozh ma Zadoù (bret. Stary kraj moich ojców) to hymn narodowy Bretanii.
Słowa zostały napisane przez François Jaffrenou w roku 1897, a muzykę napisał James James. Pieśń została rok później opublikowana, natomiast w 1903, kongres Union Régionaliste Bretonne w Lesneven zaakceptował ją jako hymn Bretanii. 

## Tekst
Ni, Breizhiz a galon, karomp hon gwir Vro! 

Brudet eo an Arvor dre ar bed tro-do.

Dispont kreiz ar brezel, hon tadoù ken mat,

A skuilhas eviti o gwad.

O Breizh, ma Bro, me 'gar ma Bro.
Tra ma vo mor 'vel mur en he zro.
Ra vezo digabestr ma Bro!
Breizh, douar ar sent kozh, douar ar varzhed,

N'eus Bro all a garan kement 'barzh ar bed.

Pep menez, pep traoñienn, da'm c'halon zo kaer,

Enno kousk meur a Vreizhad taer!
Ar Vretoned zo tud kalet ha kreñv;

N'eus pobl ken kalonek a-zindan an neñv,

Gwerz trist, son dudius a ziwan eno,

O! pegen kaer ez out, ma Bro!
Mard eo bet trec'het Breizh er brezelioù bras,

He Yezh zo bepred ken bev ha bizkoazh.

He c'halon birvidik a lamm c'hoazh en he c'hreiz,

Dihunet out bremañ, ma Breizh!